# Shape-CD

Von links nach rechts:
1. Standard-CD (⌀ 12 cm)
2. Mini-CD (⌀ 8 cm)
3. Visitenkarten-CD (⌀ 8 cm, rechteckig)
4. Visitenkarten-CD (⌀ 8 cm, oval)

Eine Shape-CD (auch Shape Disc, ShapeCD oder fachlich formgeschnittene CD) ist eine CD, deren Konturen von der üblichen Kreisform abweichen. Diese Art der CDs wurde in den 1990ern entwickelt.
Eine Shape-CD kann wie eine normale CD Audio-, Video- oder andere Dateien enthalten, jedoch ist die Datenmenge meist sehr begrenzt, da ein großer Teil der beschreibbaren Fläche der CD herausgeschnitten wird.
Der Begriff Shape-CD ist ein von der gleichnamigen Firma in Deutschland geschützter Name für die fachlich als formgeschnittene CDs bezeichneten Shape-Disks. Die formgeschnittene CD wird oder wurde auch unter unterschiedlichen Namen von anderen Herstellern, insbesondere CD-Presswerken, produziert und verkauft, wie zum Beispiel Fun-CD, Cool-Disc und weitere.

## Technik
Die Formgebung einer Shape-CD/DVD sollte möglichst ausgewogen, symmetrisch und mit dem Flächenschwerpunkt in der Mitte aufgebaut sein. Dadurch wird Unwucht beim Lauf vermieden. Jede Shape-CD/DVD braucht einen Konturmaster, der anzeigt, welche Kontur das Design haben muss, um in den gängigen CD/DVD-Playern lauffähig zu sein. Durch die besondere Form der CD/DVD sind die Shape-CDs nicht in allen Laufwerken verwendbar. Der Hauptgrund dafür sind die Unwuchten, die durch die unrunde Form asymmetrischer Shape-CDs entstehen. Sie können bei höheren Geschwindigkeiten dazu führen, dass das Laufwerk beschädigt wird. Diese Beschädigung kann durch einen Adapter verhindert werden, der zum Beispiel auch bei Slot-In-Laufwerken notwendig ist. Aus diesem Grund tragen die meisten Shape Discs eine Aufschrift, die davor warnt, den Datenträger in Autoradios oder CD-Wechslern zu benutzen.

## Erscheinungsformen

Sägezahn-CD von Die Toten Hosen aus dem Jahr 1992

Von allen Shape-CDs konnten die so genannten Visitenkarten-CDs eine gewisse Bedeutung erlangen, auch weil sie keine Unwucht wie andere Shape-Disks aufweisen. Diese besondere Art der Werbung wurde vor allem durch Unternehmen in der Computer- und IT-Branche verwendet um auf ein spezielles Produkt, jedoch meistens auf das Unternehmen selbst aufmerksam zu machen. Diese CDs enthalten zum Beispiel Lieder, Präsentationen, Werbetexte oder -filme, Adressdaten oder Bilder.
Ebenfalls erhältlich sind
- normale Musik-CDs mit wenigen Titeln, zum Beispiel von Shania Twain, Jon Bon Jovi, Die Toten Hosen, die Sugababes und die Backstreet Boys.
- Shape-DVDs, die wie Shape-CDs funktionieren, jedoch eine größere Datenmenge fassen können,
- Ticket-CDs, die als Eintrittskarte gültig sein können, zum Beispiel für Musikkonzerte verkauft werden und einen Titel des Künstlers enthalten (dies wurde unter anderem bei einem Konzert von DJ BoBo angewendet, allerdings enthielt diese CD keine Musik, sondern eine Sprachbotschaft von DJ BoBo),
- Shape-CDs, die mit einem Magnetstreifen, einem Barcode oder einer Chipkarte kombiniert werden
- sowie beschreibbare, durchsichtige oder duftende Shape Discs (sog. Aroma-CDs).

Alle genannten Erscheinungsformen haben meist eine symmetrische Form. Die bis etwa 1998 populären asymmetrischen Shape-CDs sind heute regulär nicht mehr neu erhältlich, da besonders hier die Unwucht zu stark ist.

## Kompatibilität
Geformte CDs sind nicht mit allen CD-Playern kompatibel. Sie funktionieren mit den meisten Maschinen, bei denen die Disc eingelegt wird, indem sie manuell auf eine Spindel geclippt wird (der Mechanismus in praktisch allen tragbaren CD-Playern), funktionieren jedoch möglicherweise nicht in Laufwerken, die die Disc aus einem Fach laden, und sie sind nicht mit Slot-Loading-Laufwerken kompatibel. Sie können sogar in diesen Playern stecken bleiben oder abgelehnt werden, wenn der Tray-Lademechanismus über optische Sensoren verfügt, um die Disc-Position zu erkennen.
Visitenkarten-CDs oder geformte CDs können jede Art von Daten enthalten und können normalerweise zwischen 40 MB und 100 MB an Informationen speichern. Diese CDs können für Werbestücke für geschäftliche, musikalische oder viele andere Zwecke verwendet werden.

## Rechtliches/Patent
Auf die Herstellung aller nicht runden CDs existiert ein Patent. Oft als "Rosenpatent" bezeichnet, hat der Inhaber dieses Patents einen Rechtsstreit geführt, um Lizenzgebühren für die Herstellung oder den Verkauf von nicht runden Discs zu erheben. Andere Hersteller von nicht runden Scheiben haben einen Rechtsstreit geführt, um die Gültigkeit dieses Patents anzufechten, und haben Beispiele für nicht runde Scheiben vorgelegt, die älter sind als das Patent. Die Angelegenheit war 2013 in einem Rechtsstreit. Die Beobachtung des oben genannten Patents hat ergeben, dass es sich nur auf magnetische Medien bezieht und weitere Zitate erforderlich sein können, um seine Anwendung auf CD-optische Medien zu überprüfen.